# Gesetz über die Unabhängigkeit Ghanas von 1957
Das Gesetz über die Unabhängigkeit Ghanas von 1957 (englisch Ghana Independence Act 1957) ist ein Gesetz des Parlaments des Vereinigten Königreichs, das der Kolonie Goldküste unter dem Namen Ghana eine voll verantwortliche Regierung innerhalb des britischen Commonwealth of Nations gewährte. Das Gesetz erhielt am 7. Februar 1957 die königliche Zustimmung und Ghana wurde am 6. März 1957 gegründet.

## Hintergrund
Die Unabhängigkeit innerhalb des britischen Commonwealth konnte ein abhängiges Territorium wie die Goldküste ohne ein in Westminster verabschiedetes Gesetz nicht erlangen. Die wichtigsten Bestimmungen des Gesetzes lehnen sich eng an das Statut von Westminster und den Ceylon Independence Act 1947 an. Die Unabhängigkeit der Goldküste wurde durch zwei getrennte Gesetzgebungsmaßnahmen erreicht, nämlich durch die Verabschiedung des Gesetzes und den Erlass der Ghana (Constitution) Order in Council 1957. Die Gesetzgebung wurde dadurch erschwert, dass das spätere Ghana keine einzige verfassungsmäßige Einheit war, sondern aus vier verschiedenen Gebieten bestand: Die Kolonie Goldküste, die eine Kronkolonie und damit Teil des Herrschaftsgebiets Ihrer Majestät war; Ashanti, das ebenfalls eine Kronkolonie und Teil des Herrschaftsgebiets Ihrer Majestät war; die Nordterritorien der Goldküste, die ein britisches Protektorat und nicht Teil des Herrschaftsgebiets Ihrer Majestät waren; und Britisch-Togoland, das ein Treuhandgebiet der Vereinten Nationen und nicht Teil des Herrschaftsgebiets Ihrer Majestät war. Was die Northern Territories anbelangt, so wurden durch die Gesetzgebung die Vereinbarungen mit den einheimischen Oberhäuptern, auf denen der Protektoratsstatus beruhte, aufgehoben. In Bezug auf Britisch-Togoland wurde ein Referendum abgehalten, um die Zustimmung der Bevölkerung zur Vereinigung mit dem Rest des späteren Ghanas zu ermitteln. Mit Inkrafttreten des Gesetzes wurde das gesamte Gebiet des späteren Ghanas Teil des Herrschaftsgebiets Ihrer Majestät als ein einziges, einheitliches Dominion namens Ghana.

## Der Weg zur Unabhängigkeit
Nach der Rückkehr der Convention People’s Party an die Macht bei den Wahlen zur Gesetzgebenden Versammlung der Goldküste 1954 nahm das Unabhängigkeitsgesetz Gestalt an. Die Partei gewann 79 von 104 Sitzen. Die Regierung der Goldküste brachte ihre Hoffnung zum Ausdruck, die Unabhängigkeit noch während der Amtszeit der neuen Versammlung zu erreichen.
Ein Streit innerhalb der Goldküste über die Form der Verfassung nach der Unabhängigkeit war noch 1956 ungelöst. Im selben Jahr erklärte die Regierung des Vereinigten Königreichs öffentlich, dass das Vereinigte Königreich bereit sei, die Unabhängigkeit der Goldküste im Rahmen des britischen Commonwealth gesetzlich zu verankern, sofern eine „angemessene Mehrheit“ dies unterstütze. Der Staatssekretär für die Kolonien fügte hinzu, dass „die Vollmitgliedschaft im Commonwealth natürlich eine andere Frage ist, über die alle bestehenden Mitglieder des Commonwealth beraten müssen“. Diese Unterscheidung spiegelte die Auffassung wider, dass eine Vollmitgliedschaft im Commonwealth die Zustimmung aller Commonwealth-Mitglieder erfordert. Letztlich stimmten alle Commonwealth-Mitglieder der Vollmitgliedschaft Ghanas zu. Die Zustimmung des Commonwealth wurde vom Premierminister des Vereinigten Königreichs am 21. Februar 1956 verkündet. Das Patentschreiben, mit dem das Amt des Generalgouverneurs von Ghana geschaffen wurde, und die königlichen Anweisungen (englisch Royal instructions) für den Generalgouverneur wurden am 23. Februar 1956 ausgestellt und traten am 6. März 1956 in Kraft. Mit einer Kabinettsorder erhielt Ghana seine erste Verfassung.

## Unabhängigkeitstag
Der 6. März als Datum der Unabhängigkeit wurde aufgrund seiner historischen Bedeutung gewählt: Am 6. März 1844 hatte eine Gruppe von Oberhäuptern in Ghana einen Vertrag mit dem damaligen britischen Gouverneur unterzeichnet. Dieser Vertrag, der als „Bond“ bekannt wurde, wurde zum Symbol für die Souveränität der lokalen Regierung der einheimischen Behörden.